# Пивницкая астрономическая обсерватория
Пивницкая астрономическая обсерватория — астрономическая обсерватория, основанная в 1947 году в Пивницком заповеднике, Польша в 13 км к северу от Торуни. Принадлежит Университету им. Николая Коперника в Торуни. На базе обсерватории проходят практику студенты факультетов математики, физики и астрономии, а также проводятся научные исследования и популяризация астрономии. Также называется «Торуньский астрономический центр».

## История обсерватории
Обсерватория была основана усилиями профессоров Владислава Дзевульского и Вильгельмины Ивановской из университета Торуни (будущего Университета им. Николая Коперника). Строительство началось осенью 1947 года под руководством Конрада Куча-Кучинского.

## Инструменты обсерватории
- RT4 — 32-м радиотелескоп, 1994 год — крупнейший радиотелескоп в Центральной Европе
- RT3 — 15-м радиотелескоп, 1979 год
- 23-м радиоинтерферометр для наблюдений радиоизлучени Солнца на частоте 127 МГц (1958 год)
- 200-мм астрограф Дрейпера (создан в 1891 году, передан в 1947 году из Гарвардского колледжа)
- 250-мм рефлектор (в 1951 году привезен из Швеции, в 1958 году начало наблюдений, в 1989 году в купол данного инструмента поставлен Ц-600)
- 35/30-см камера Шмидта (в 1951 году привезен из Швеции, в 1953 году начало наблюдений)
- 90-см Шмидт-Кассегрен, Цейсс (как Кассегрен он работает с параметрами: D=90 см, F=1350 cm, а как камера Шмидта работает с параметрами D=60 см, F=180 cm), 1962 год
- Цейсс-600, Кассергрен (D = 60 см, F = 7.5 м), 1989 год
- Проект SAVS — поиск переменных с объективом (F=135 мм, F/2.8) с ПЗС-камерой ST-7 на телескопе Meade LX 200 (10").

## Направления исследований
- Оптические наблюдения (переменные звезды)
- Спектральные наблюдения
- Радио наблюдения (пульсары, фоновые наблюдения, Солнце, активные области радиогалактик, квазаров, наблюдательная космология, поиск экзопланет)
- Разработка техники для радионаблюдений

## Основные достижения
- С 1981 года участвуют в работе глобальной РСДБ-сети в VLBI (интерферометрия со сверхдлинной базой).
- Участвуя в совместных наблюдениях с Рожен обсерваторией и Йенской обсерваторией транзитов экзопланеты WASP-3b была открыта ещё одна экзопланета (WASP-3c) по обнаруженным отклонениям предвычесленных сроков транзитов.
- В 1986 году словацкий астроном pl:Milan Antal откыл 8 астероидов в Пивницкой астрономической обсерватории

## Известные сотрудники
- Вольщан, Александр (р. 1946) — профессор, открыл первые три экзопланеты в 1991 году на радиотелескопе Аресибо;
- pl:Andrzej Woszczyk — профессор
- pl:Krzysztof Goździewski — первооткрыватель нескольких экзопланет
- pl:Aniela Dziewulska-Łosiowa